# FC Rohrendorf
Der FC MM Rohrendorf ist ein österreichischer Fußballverein aus der Gemeinde Rohrendorf und spielt derzeit in der fünftklassigen 2. Landesliga West. Die Vereinsfarben der Kampfmannschaft sind Blau-Weiß, der Jugendmannschaften Orange-Schwarz.

## Geschichte
Der FC MM Rohrendorf wurde 1948 durch Franz Veigl, Lenz Moser und Wilhelm Bogner sen. gegründet.
In der Vergangenheit konnte man bereits 1991/92 Meister der 1. Klasse und in der darauffolgenden Saison Meister der Unterliga werden, jeweils unter Spielertrainer Peter Cerovsky.
Zurzeit zählt der Verein ca. 280 Mitglieder. Momentan spielen rund 130 Kinder in 8 Jugendgruppen für den Verein, was die sehr gute Jugendarbeit im Verein unterstreicht.

## Erfolge und Platzierungen der letzten Jahre
- 2008: 2. Platz der 1. Klasse Nordwest Mitte mit 4 Punkten Rückstand
- 2009: 2. Platz der 1. Klasse Nordwest Mitte mit 2 Punkten Rückstand
- 2010: Meister der 1. Klasse Nordwest/Mitte mit 14 Punkten Vorsprung
- 2011: Meister der Gebietsliga Nordwest/Waldviertel mit 15 Punkten Vorsprung
- 2012: 5. Platz der 2. Landesliga West mit 23 Punkten Rückstand
- 2012: Gewinner des Admiral NÖ Meistercups
- 2012: Teilnahme am ÖFB Cup, in der ersten Runde gegen den SV Villach auswärts ausgeschieden
- 2013: 5. Platz der 2. Landesliga West mit 18 Punkten Rückstand
- 2014: 2. Platz der 2. Landesliga West mit 28 Punkten Rückstand
- 2015: 6. Platz der 2. Landesliga West mit 19 Punkten Rückstand
- 2016: Meister der 2. Landesliga West
- 2017: 10. Platz in der 1. NÖN Landesliga

## Bekannte ehemalige Spieler
- Christian Schragner (ehemaliger Spieler vom FK Austria Wien, mit welcher er 2006 die Meisterschaft und 2007 den ÖFB Cup gewann)
- Patrik Krap (ehemaliger Spieler der Tschechischen Jugend-Nationalmannschaft)
- Mario Majstorović (ehemaliger Bundesligaspieler)
- Péter Orosz (ehemaliger Bundesligaspieler, ehemaliger Spieler der ungarischen Nationalmannschaft)
- Amir Bradaric (ehemaliger Bundesligaspieler)
- Issiaka Ouédraogo (ehemaliger Bundesligaspieler)

## Vorstand
- Obmann: Hannes Baumgartner
- Sportliche Leitung: Christian König
- Wirtschaftliche Leitung: Ronald Stradinger
- Jugendleitung: Hannes Baumgartner
- Schriftführer: Martin Jell
- 1. Präsident: Sebastian Günther
- Vizepräsident: Werner Moser, Karl Moser

## Sportplatz
Die Heimspiele des FC MM Rohrendorf/Gedersdorf werden in der, 2014 eröffneten, Moser Medical Arena ausgetragen, diese verfügt über ein Hauptspielfeld und zwei Trainingsplätze. Die Arena bietet für ungefähr 1000 Leute Platz. Der aktuelle Besucherrekord wurde bei der Eröffnungsfeier aufgestellt, an welcher die Arena voll gefüllt war. Der Zuschauerschnitt in der Saison 2015/16 lag bei rund 400 Zuschauern pro Spiel, was dem höchsten aller Vereine in der 2. Landesliga entspricht. Weiters wird die Arena regelmäßig für verschiedene Veranstaltungen genutzt und es fanden bereits Spiele der Nachwuchsnationalmannschaft in der Moser Medical Arena statt.